# Cançoner de Ripoll
|  | No s'ha de confondre amb Cançoneret de Ripoll. |

El Cançoner de Ripoll, també conegut com a Cançoner eròtic de Ripoll o, en llatí, Carmina Rivipullensia ("cançons de Ripoll"), és un recull de vint composicions de tema eròtic que foren trobades al monestir de Ripoll. Daten del darrer terç del segle xii, i constitueixen el recull més important en llatí de temàtica eròtica de Catalunya.

## Història del text
La història de com ha arribat a l'actualitat el text del Cançoner de Ripoll és complexa, i té origen al mateix monestir de Ripoll. Fundat al segle ix, va ser un important centre cultural i va arribar a reunir una biblioteca notable. El text del Cançoner de Ripoll va ser escrit al segle xii per un monjo que no signà les composicions, que es troben inserides en un còdex miscel·lani en pergamí, del segle x, dedicat a glosses i etimologies (entre les pàgines de menys qualitat del còdex, que originàriament s'havien deixat en blanc). A més a més, l'autor escrigué els títols dels poemes en ordre invers per celar la matèria dels poemes.
Les composicions del Cançoner de Ripoll van romandre ocultes dins el còdex (manuscrit 74 del fons de Ripoll de l'Arxiu de la Corona d'Aragó) fins al segle xix. L'any 1820, dins el context de la desamortització, tot el fons literari de Ripoll ingressà a l'Arxiu de la Corona d'Aragó, i un bibliotecari, Pròsper de Bofarull, va catalogar i relligar els volums. L'any 1824, una reial ordre ordenà retornar els arxius dels monestirs i, per tant, el fons de Ripoll va ser retornat. Tanmateix, el manuscrit 74 (en què es trobava el recull de poemes) es va quedar a Barcelona, a petició de Bofarull, que va al·legar que volia estudiar l'obra. L'any 1835, en temps de la desamortització de Mendizábal, el monestir de Ripoll fou assaltat i l'arxiu cremat, però el llibre es va salvar, ja que era a Barcelona. El mateix Bofarull el traslladà del monestir de Sant Pau del Camp, on havia estat dipositat, a l'Arxiu de la Corona d'Aragó, per tal de preservar el còdex de possibles assalts al monestir.
Uns anys més tard, Lluís Nicolau d'Olwer va descobrir els poemes i els publicà l'any 1923 en la versió original i sota l'autoria de l'Anònim enamorat, i així s'ha conegut l'autor. Modernament ha estat traduït per Jordi Raventós.

## Autoria del text
Les composicions del Cançoner de Ripoll no estan signades, i des de la seva primera edició, l'any 1923, diferents estudiosos han intentat resseguir el text fent diferents propostes del possible autor. Lluís Nicolau d'Olwer, primer editor de l'obra, basant-se en la paleografia del cançoner, proposà el nom d'Arnau de Mont, un monjo ripollès que potser anà a Sant Jaume de Galícia per fer una còpia del Codex Calixtinus. Altres especialistes, com José-Luis Moralejo, Latzke i Elliott, proposen que l'autor dels texts no és la mateixa persona que els va escriure en el còdex.

## Tema i estil
El Cançoner de Ripoll està constituït per vint poemes de temàtica liricoamorosa, en els quals l'enamorat lloa les virtuts de l'estimada, expressa les seves sensacions en veure-la per primera vegada i es plany per la separació. Un dels poemes (el número XVIII), que no porta títol, és una composició que parafraseja l'obra del poeta francès Marbode de Rennes (c. 1035 - 1123), que amb un to diferent a la resta de poemes recull el tòpic medieval de la perillositat i la manca de sinceritat de la dona.
La temàtica poètica del cançoner està en relació amb la dels goliards, és a dir: vi, joc i dones; i especialment amb la manifestació més coneguda d'aquest gènere, els Carmina Burana, la cèlebre col·lecció de cants dels segles xii i xiii del monestir Bura Sancti Benedicti (Benediktbeuern) a Baviera.
Ambdós, tant el Cançoner de Ripoll com el Carmina Burana, intenten innovar pel que fa al contingut i la forma.